# سلامت خاک
سلامت خاک (به انگلیسی: Soil health) حالتی از خاک است که طیف گسترده‌ای از کارکردهای اکوسیستم خود را متناسب با محیط خود انجام می‌دهد. در اصطلاح عامیانه‌تر، سلامت خاک از تعامل مطلوب همه اجزای خاک (زنده و غیرزنده) که به هم وابسته هستند، مانند میکروبیوتا، گیاهان و جانوران، ناشی می‌شود. این امکان وجود دارد که یک خاک از نظر کارکرد اکوسیستم سالم باشد اما لزوماً به‌طور مستقیم به تولید محصول یا تغذیه انسان کمک نکند، از این رو بحث علمی در مورد شرایط و اندازه‌گیری‌ها مطرح می‌شود.

## جنبه‌ها
اصطلاح سلامت خاک برای توصیف وضعیت خاک در موارد زیر به کار می‌رود:
- حفظ بهره‌وری گیاهی و جانوری (تمرکز کشاورزی)؛
- افزایش تنوع زیستی (تنوع زیستی خاک) (تمرکز زیست‌محیطی);
- حفظ یا افزایش کیفیت آب و هوا (تمرکز محیطی/اقلیمی)؛
- حمایت از سلامت و سکونت انسان.[۱]
- ترسیب کربن[۲]